# Церковь Пророка Илии (Салоники)

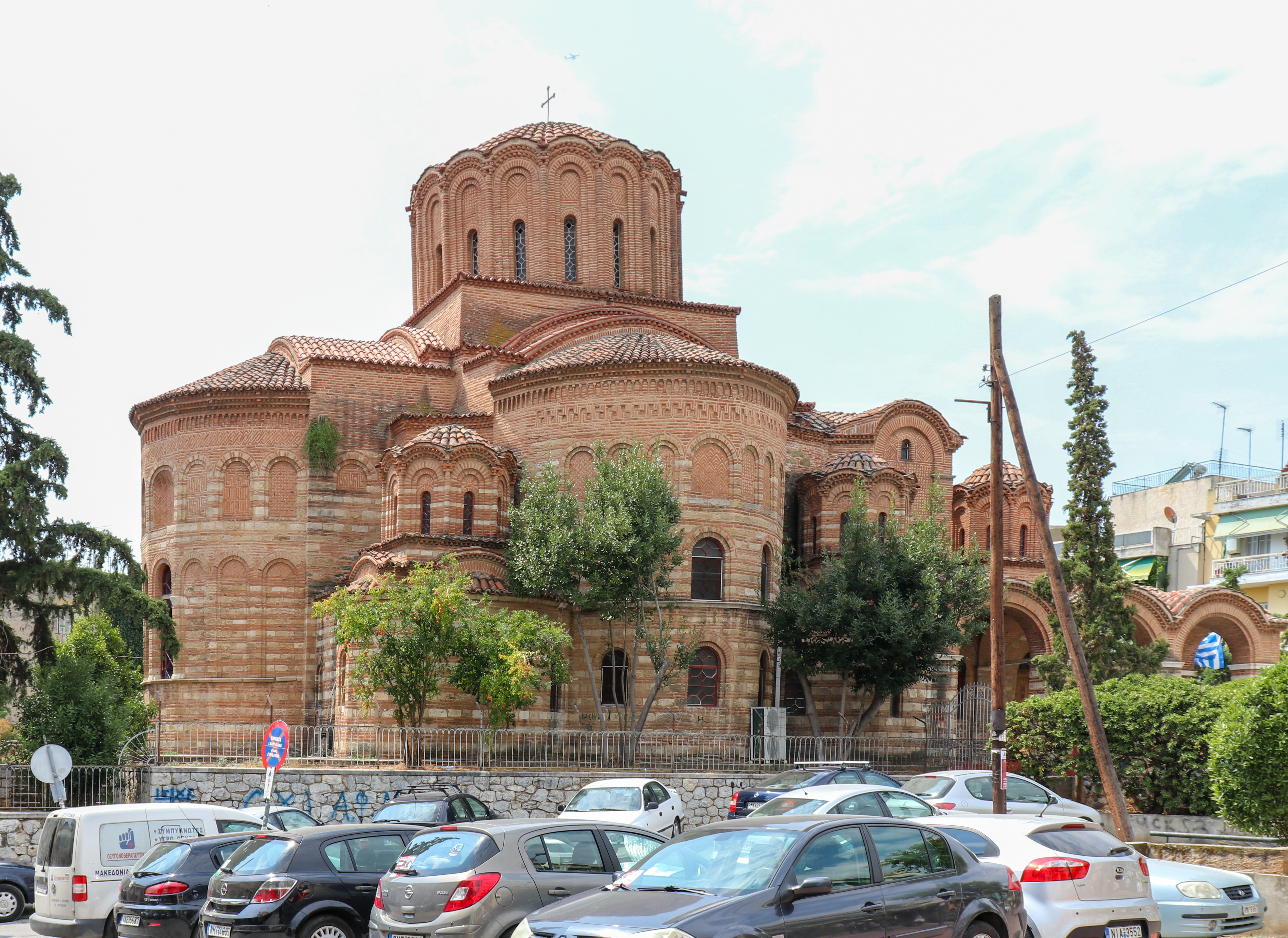

Церковь Пророка Илии (греч. Ναός Προφήτη Ηλία Θεσσαλονίκης) — византийская православная церковь XIV века в Салониках.
Архитектурно представляет собой крестово-купольный храм. Церковь входит в число раннехристианских и византийских памятников Салоников, входящих в число объектов Всемирного наследия ЮНЕСКО. Храм расположен на естественной возвышенности и представляет собой пример церковной архитектуры эпохи Палеологов. Само строение датируется серединой XIV века, сохранившиеся фрески — около 1370 года. Предположительно, на месте церкви ранее был дворец, который был разрушен в 1342 году.
В 1430 году после захвата города турками, церковь была преобразована в мечеть.